# Sarah Martins Da Silva
Sarah Martins da Silva est une gynécologue britannique et chercheuse spécialisée dans l'infertilité masculine. Maitresse de conférences en médecine de la reproduction à l'Université de Dundee, elle est distinguée parmi les « 100 femmes de 2019 » par le groupe de presse BBC, pour sa contribution à la science de la fertilité.

## Biographie

### Jeunesse et éducation
Martins nait à Cambridge, en Angleterre, d'un père  ingénieur et d'une mère engagée dans des œuvres caritatives.
Dans sa ville natale, elle fréquente le collège Perse School for Girls, de 1978 à 1990. En 1995, elle obtient son diplôme de baccalauréat en médecine et en chirurgie (MBChB) de la faculté de médecine de l'Université d'Édimbourg , ensuite, un autre, en 2001, de la Faculté de planification familiale (DFFP) du Collège royal des obstétriciens et gynécologues.
Encadrée par Richard Anderson, elle  prépare sa thèse sur la « Régulation de l'activine et de la neurotrophine du développement folliculaire humain et de la maturation des ovocytes bovins » pour ainsi expliquer la maturation des ovules et le développement des ovaires. En 2007, elle décroche son doctorat en médecine, spécialement en gynécologie et obstétrique à la faculté de médecine de l'Université d'Édimbourg. En 2008, elle obtient un diplôme en échographie obstétricale du Collège royal des obstétriciens et gynécologues / Collège royal des radiologues.

### Carrière
De 2000 à 2004, elle enseigne à la faculté de médecine de l'université d'Édimbourg. Ensuite, elle travaille comme médecin spécialiste en obstétrique et gynécologie à l' infirmerie royale d'Édimbourg  de 2004 à 2011.
De 2011 à 2013, Martins  devient maîtresse de conférences cliniques en médecine de la reproduction  à la University of Dundee School of Medicine (« faculté de médecine de l'université de Dundee ») de 2013 à 2019. Elle aussi  gynécologue consultante à Ninewells Hospital (« hôpital Ninewells ») en Écosse.
En 2019, Martins  participe à un documentaire de la BBC sur les problèmes de fertilité. Elle prononce un discours sur les problèmes liées à la diminution du nombre de spermatozoïdes lors de l'événement BBC 100 Women à New Delhi, en Inde.
En 2021, Martins da Silva est devenue gynécologue consultante honoraire à la faculté de médecine de l'université de Dundee.
En plus de ses recherches sur les spermatozoïdes, elle s'intéresse à la fertilité, notamment à la congélation des ovules.

## Recherches
Martins da Silva coordonne une  recherche sur l'infertilité masculine, la biologie du sperme et la découverte de médicaments, notamment au Royaume-Uni où elle dirige  une clinique de recherche sur les études de sperme pour les couples touchés par une infertilité inexpliquée après un traitement de Fécondation in vitro. Elle est, en outre, autrice de plusieurs articles scientifiques portant principalement sur la fertilité humaine.
Ses travaux  sur l'infertilité masculine sont fondés l'incompréhension par du déficit de fertilité chez les hommes à la fin du XXe et au début du XXIe siècle. En tant que gynécologue consultante spécialisée dans les problèmes de fertilité et la conception assistée, elle constate  que les solutions proposées à ces problèmes ne sont pas satisfaisants, obligeant plutôt la partenaire féminine à subir des traitements de fertilité invasifs tels que la fécondation in vitro (FIV) et l'injection intracytoplasmique de spermatozoïdes au lieu de résoudre directement le problème de la faible fertilité masculine.
Alors, ses recherches s' accentuent sur le fonctionnement des spermatozoïdes, en particulier le canal calcique, et sur l'impact des choix de vie modernes sur la fonction des spermatozoïdes,.
Elle travaille alors sur le développement de médicaments visant à améliorer le nombre et la fonction des spermatozoïdes, obtenant un financement de la Fondation Bill & Melinda Gates,. Martins da Silva contribue à créer un système de criblage à haut débit pour les médicaments potentiels, une approche ayant conduit à la découverte de deux composés capables d'améliorer la motilité des spermatozoïdes lors de tests au laboratoire.

## Vie personnelle
En 2000, Martins da Silva épouse, Mauricio Martins da Silva, son ancien camarade devenu collègue. Ensemble, ils ont trois enfants.

## Récompenses
- 2019 : finaliste de Glasgow Times, prix de l'Écossaise de l'année[14];
- 2019 : distinguée par les 100 femmes de 2019 par BBC [15].

### Note
- (en) Cet article est partiellement ou en totalité issu de l’article de Wikipédia en anglais intitulé « Sarah Martins Da Silva » (voir la liste des auteurs).